# Медаль Китайской спасательной экспедиции

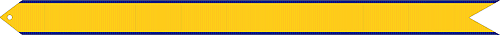
Лента к знамени для коллективных награждений

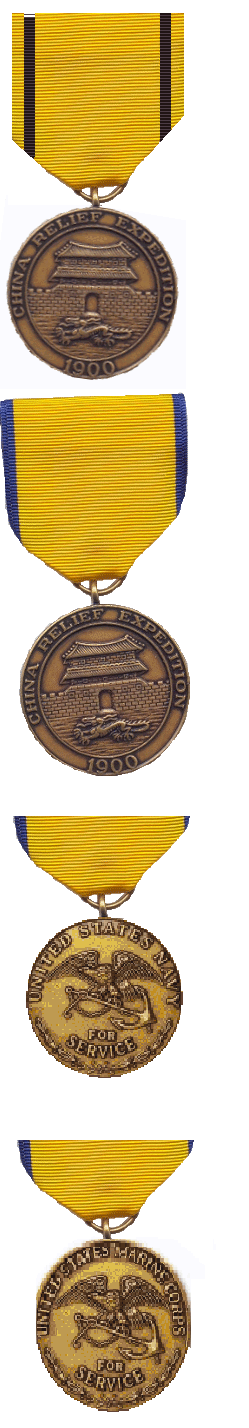
Медали образцов 1908 (с чёрными полосами на ленте) и 1915 годов в вариантах для ВМС и морской пехоты

Медаль Китайской спасательной экспедиции — медаль Вооружённых сил США, предназначавшаяся для награждения военнослужащих ВМС и Корпуса морской пехоты, принимавших участие в подавлении Ихэтуаньского восстания в период между 24 мая 1900 года и 17 мая 1901 года.

## История
По завершении конфликта, германский император Вильгельм II предложил участвовавшим в нём державам учредить общую памятную медаль, но эта идея потерпела неудачу из-за противодействия со стороны Франции и Великобритании.
Каждая из восьми стран-участниц, за исключением Австрии, создала свои медали. Так же поступили и Соединённые штаты, чьё Военно-морское министерство приказом № 81 от 27 июня 1908 года учредило «Медаль Китайской спасательной экспедиции» для награждения личного состава ВМС. Последующим приказом № 82 награждение было распространено и на военнослужащих Корпуса морской пехоты.

## Критерии награждения
Медалью награждались военнослужащие ВМС США (позже и КМП США), пребывавшие в составе экипажей перечисленных ниже кораблей и судов при исполнении служебных обязанностей в составе Китайской спасательной экспедиции близ берегов Китая в период с 24 мая 1900 года по 17 мая 1901 года. 
- крейсеры Brooklyn (7.07.1900 — 12.10.1900), Buffalo (3.08.1900 — 6.08.1900), New Orleans (14.09.1900 — 27.05.1901), Newark (27.05.1900 — 22.07.1900);
- канонерские лодки Monocacy (14.06.1900 — 27.05.1901), Nashville (18.06.1900 — 7.09.1900), Wheeling (5.04.1900 — 1.05.1900), Yorktown (15.06.1900 — 10.09.1900);
- госпитальное судно Solace (18.06.1900 — 29.07.1900 года);
- угольщики Iris (29.06.1900 — 21.07.1900) и Zafiro (10.07.1900 — 11.10.1900);

Повторное награждение и дополнительные знаки отличия за это не предусматривались.
Участвовавшие в тех же действиях военнослужащие Армии США награждались медалью «За китайскую кампанию».

## Описание награды
- Медаль : круглая, диаметром 1-1/4 дюйма, бронзовая. Автор эскиза Рудольф Фройнд (1878-1960).

На аверсе — в центре рельефное изображение городских ворот в китайском стиле перед которыми в профиль изображен дракон Вверху по дуге надпись CHINA RELIEF EXPEDITION, внизу дата «1900» или «1901»: это различие связано с тем, что после чеканки первых 400 медалей с датой «1901» использовавшийся штамп был повреждён, и его пришлось заменить новым, на котором, однако, год изготовления был указан как «1900».
На реверсе — в центре изображение якоря с цепью, которые в когтях держит орёл с распростёртыми крыльями, под орлом — надпись FOR SERVICE, над расположенными внизу по дуге изображениями дубовой (слева) и лавровой (справа) ветвей; вверху по дуге надпись UNITED STATES NAVY, или UNITED STATES MARINE CORPS. 
На гурте медалей (в нижней части) имелось клеймо с её индивидуальным номером, нанесённое на заводе фирмы-производителя Bailey, Banks and Biddle (Филадельфия, штат Пенсильвания).
- Лента : первоначально была принята жёлтая лента с тонкими чёрными вертикальными полосками по краям (символизировавшая правящую маньчжурскую династию Империи Цин). В 1915 году (по другим данным 12.08.1913) по приказу Морского министра цвета были унифицированы с цветами ленты аналогичной медали «За китайскую кампанию» Армии США (жёлтая лента шириной 3/8 дюйма с ультрамариновыми полосками в 1/16 дюйма).

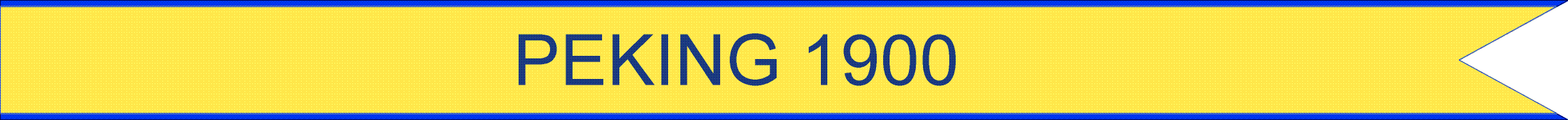
Лента к знамени PEKING 1900

- Коллективная награда: для экипажей кораблей и награждений воинских частей предусматривалась лента к знамени соответствующих цветов. Известны также ленты с памятными надписями:
  - TIENTSIN 1900 (Битва за Тяньцзинь)
  - YANG-TSUN 1900 (Битва при Янцуне)
  - PEKING 1900 (Битва за Пекин)